# Poidium
Poidium là một chi thực vật có hoa trong họ Hòa thảo (Poaceae).

## Loài
Chi Poidium gồm các loài: